# Chinese Labour Corps

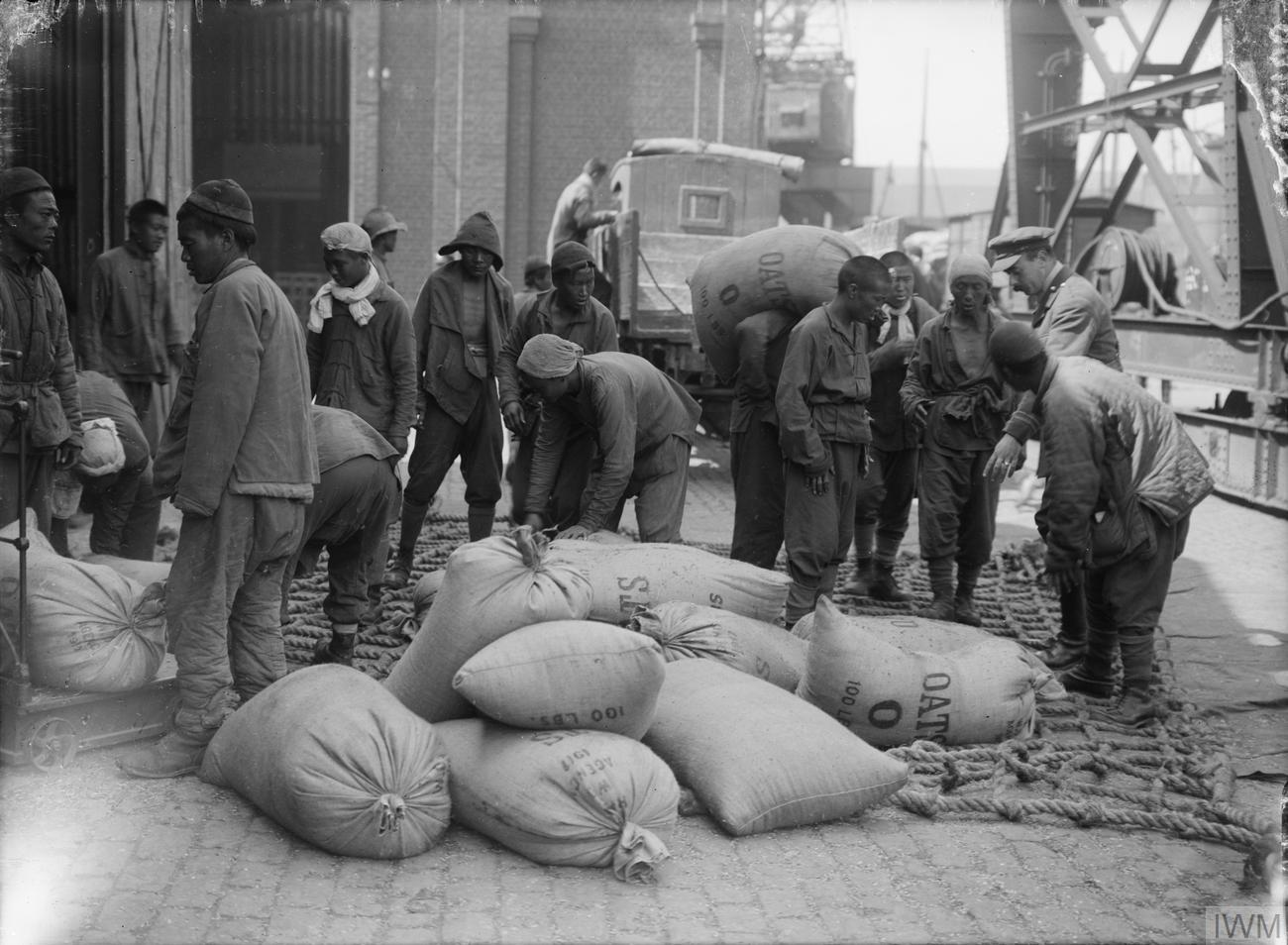
Chinese arbeiders aan het werk

Het Chinese Labour Corps (Frans: Corps de travailleurs chinois, Nederlands: Chinees Arbeiderskorps) was een niet-gewapende afdeling van het Franse en Britse leger, bestaande uit arbeiders (burgers) uit de Republiek China die tijdens de Eerste Wereldoorlog werden ingezet voor het uitvoeren van logistieke taken ter ondersteuning van de eigen troepen.

## Politiek
China was sedert 1911 een republiek geworden en was van mening dat het door deelname aan de oorlog de Europese grootmachten ervan kon overtuigen dat hun land zich aan de internationale regels zou houden. Daarnaast wilde het bewijzen dat het op weg was een moderne natie te worden en een betrouwbare partner kon zijn.
China was tot februari 1917 een neutraal land. Zodoende mocht het geen gewapende troepen naar het oorlogsgebied sturen. Omdat Japan in 1914 Duitsland de oorlog had verklaard had dit land de Duitse kolonie Qingdao ingenomen. China hoopte, door het sturen van arbeiders naar Europa, invloed te verkrijgen bij eventuele vredesonderhandelingen om op deze manier hun bezette steden terug te eisen.

## Aanwerving
Door het voortduren van de oorlog en het groot verlies van manschappen kwamen de legers van de Entente in 1916 in de problemen met de bevoorrading door het tekort aan arbeiders om de aanvoer van de nodige grondstoffen en munitie te verzekeren. Ook de infrastructuurwerken aan en rond het front liepen vertraging op. Een oplossing hiervoor was het ronselen van arbeiders uit de koloniën.
Ook China had reeds in juni 1915 voorgesteld om arbeiders te leveren maar dit werd door de Britten afgewezen wegens te riskant. De Fransen echter gingen daar wel op in en in augustus 1916 kwamen de eerste arbeiders in Frankrijk aan. Deze waren geronseld in Tianjin en hun aantal zou uiteindelijk tegen het einde van de oorlog aangroeien tot ongeveer 44.000 man.
Door de grote verliezen bij de Slag aan de Somme in de zomer van 1916 was er een nijpend tekort aan werkkrachten bij het Britse leger. Hierdoor kwam men op de aanvankelijke weigering terug en begon men met de rekrutering van arbeiders uit de Britse concessies Weihaiwei (Weihai) en Qingdao. In april 1917 kwam een eerste duizendtal in Europa aan maar dit aantal zou tot 1920 oplopen tot ongeveer 95.000. Alle arbeiders kwamen in Le Havre aan om dan per spoor naar het basiskamp in Noyelles-sur-Mer gebracht te worden. Daarna werden ze verdeeld over de verschillende gebieden waar hun diensten nodig waren.

## Organisatie
De Chinese arbeiders werden als burgerpersoneel aan het Britse of Franse leger toegevoegd.
Zij ondertekenden een contract voor drie jaar (bij het Franse leger vijf jaar). Omdat hun namen voor de westerlingen onuitspreekbaar waren, werd hen een identificatienummer toegekend en een badge met de letters CLC.
Voor een werkdag van 10 uur kregen zij een dagloon van 1 franc. Dit leek naar westerse normen laag maar was toch vier maal hoger dan het dagloon voor gelijkwaardig werk in hun land. Een deel ervan werd naar hun familie gestuurd. Bovenop hun loon kregen ze nog voedsel, kledij, onderdak en medische verzorging.
De arbeiders werden in compagnies van zo’n 300 à 500 man ingedeeld onder leiding van een Britse officier, verder in pelotons onder leiding van Britse onderofficieren of Chinese ploegbazen. Om een goede communicatie te verzekeren werd bij elke compagnie één of twee tolken ingedeeld. Ook een eigen kok was voorzien.
Door hun contract mochten zij niet als strijders ingezet worden, maar stonden wel onder militair gezag en ondergingen dan ook dezelfde discipline. Zij vielen onder de krijgswet wat dikwijls aanleiding tot problemen gaf. Zo zijn er 10 Chinezen geëxecuteerd wegens moord of een andere zwaar misdrijf.

## Taken
De arbeiders werden ingezet voor taken als wegenaanleg, herstellen van loopgraven, constructie- en afbraakwerken, werken aan spoorwegen, laden en lossen van schepen en treinen, arbeid op het land, opruimen van slagvelden waaronder onontplofte granaten, aanvoer van munitie en ander oorlogsmateriaal. Een minderheid deed geschoolde arbeid in fabrieken of werkplaatsen (vooral de Chinezen in Franse dienst).
Na de oorlog werden ze ook nog ingezet bij het ontgraven van slachtoffers, het aanleggen van oorlogsbegraafplaatsen en opruimen van de talrijke ruïnes. Hoewel zij niet voor militaire taken werden ingezet, liepen zij door de aard van hun werk soms grote risico’s omdat zij zich dikwijls dicht in de buurt van het front of in het bereik van de artillerie bevonden.
De Chinese arbeiders werden over het algemeen gewaardeerd voor het harde werk dat zij verrichtten en hun zin voor verantwoordelijkheid.

## Verblijf en vrije tijd
De arbeiders verbleven in kampen van zo’n 1000 à 3000 man, in tenten of hutten voor ongeveer 40 man. Zij mochten officieel geen contact hebben met de plaatselijke bevolking.
Zij hielden zich in hun vrije tijd (een halve dag per week en feestdagen) bezig met muziek spelen, zingen en het kweken van huisdieren of het verzorgen van moestuinen. Gokken en theedrinken waren hun favoriete bezigheden. Anderen hielden zich bezig met zgn. loopgravenkunst, zoals het graveren van granaathulzen met typische Chinese motieven, houtsnijwerk, toneelopvoeringen en schilderen.
Leden van de Young Men’s Christian Association (YMCA) organiseerden cursussen lezen en schrijven en brachten de basisregels bij over hygiëne, geschiedenis en nationaal bewustzijn. De overheid stond hen toe hun eigen feestdagen te vieren.

## Slachtoffers
In augustus 1917 besloot China partij te kiezen voor de Entente en liet haar neutraliteit varen. De arbeiders mochten echter nog steeds niet bewapend en als strijders ingezet worden. Toch bracht men hen nu dichter bij het front om werkzaamheden uit te voeren en stonden daardoor vaker bloot aan artillerievuur en ander oorlogsgeweld.
In Reningelst, bijvoorbeeld, sloegen op 15 november 1917 en 12 april 1918 Duitse granaten in waarbij resp. 13 en 4 arbeiders omkwamen.
Tijdens het Duitse Lenteoffensief in het voorjaar van 1918 vielen bij bombardementen op de kampen in Duinkerke en Calais vele slachtoffers.
Ook hun reis naar Europa was niet zonder gevaar, zoals in februari 1917, toen het transportschip "Athos" in de Middellandse Zee werd getorpedeerd, waarbij zo’n 500 Chinese arbeiders omkwamen.
Men schat dat tussen 1917 en 1920 zo’n 2000 arbeiders door oorlogsgeweld en ziekten omkwamen. Vooral tijdens de Spaanse griep epidemie was de tol hoog. Op de Chinese begraafplaats van Nolette liggen 841 slachtoffers begraven. De rest ligt verspreid over de vele begraafplaatsen in Frankrijk en België.

## Na de wapenstilstand
De eerder welwillende houding van de burgerbevolking ten opzichte van de Chinese arbeiders veranderde geleidelijk na de wapenstilstand. Wegens de terugtrekking van de Britse troepen verminderde het toezicht en de ordehandhaving. Hierdoor verzwakte de discipline bij de arbeiders waardoor zij vaker doelloos rondhingen. Het gevaarlijke en deprimerende werk, plus een sterker wordend heimwee zorgde voor een groeiende afkeer van hun Europees avontuur.
De teruggekeerde bevolking trof een onherkenbaar verwoeste en desolate streek aan. Ook kwamen ze plots in contact met vreemde individuen, losgelaten Duitse krijgsgevangen, plunderende burgers en ander volk met slechte bedoelingen. In combinatie met de verhoogde criminaliteit werd de sfeer ronduit vijandig en schoof men vele misdaden in de schoenen van dit vreemde volk.
Het feit dat deze arbeiders de streek hielpen opruimen om het terug leefbaar te maken werd dikwijls over het hoofd gezien.
De door de Britten geronselde Chinezen kwamen in 1919 allen in aanmerking voor de Britse Oorlogsmedaille in Brons.

## Lijst met Britse militaire begraafplaatsen in België waar Chinese arbeiders begraven liggen.

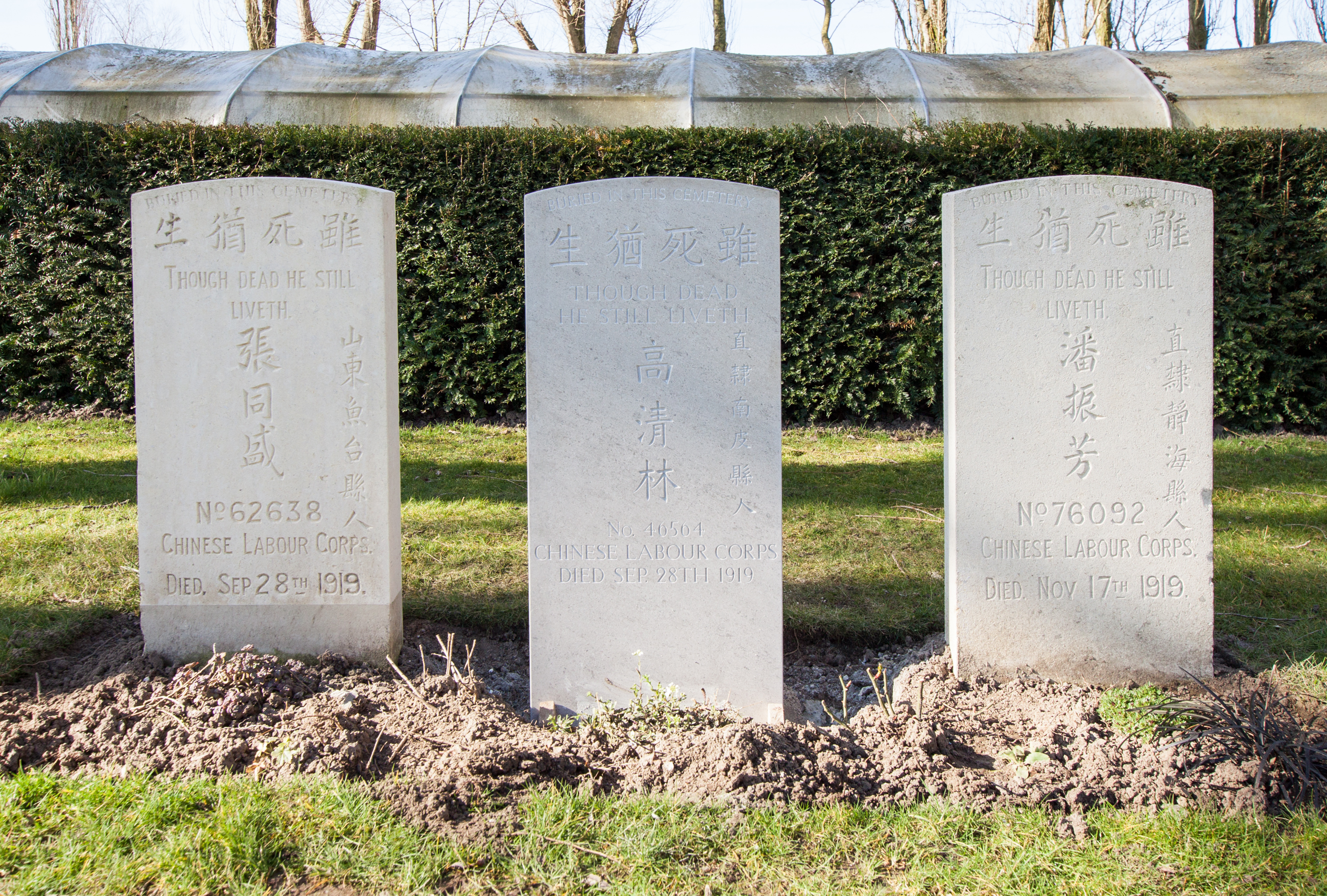
Chinese graven in Lijssenthoek Military Cemetery

- New Irish Farm Cemetery: 7 graven.
- Kortrijk (St. Jan) Communal Cemetery: 8 graven.
- Lijssenthoek Military Cemetery: 35 graven.
- Gwalia Cemetery: 4 graven.
- Klein-Vierstraat British Cemetery: 1 graf.
- Poperinghe Old Military Cemetery: 1 graf.
- Poperinghe New Military Cemetery: 1 graf.
- Mendinghem Military Cemetery: 8 graven.
- Reninghelst New Military Cemetery: 7 graven.
- Haringhe (Bandaghem) Military Cemetery: 4 graven.
- Brandhoek New Military Cemetery No.3: 1 graf.
- Westoutre British Cemetery: 3 graven.
- Dozinghem Military Cemetery: 3 graven.
- Kezelberg Military Cemetery: 1 graf.
- Croonaert Chapel Cemetery: 1 graf.

- Op de Franse militaire begraafplaats van Machelen (Oost-Vlaanderen) ligt ook 1 Chinees begraven.